# Công trình tham khảo y khoa Dorland
Dorland's là một tên thương hiệu của một loạt các công trình tham khảo y khoa (bao gồm các từ điển, sách phát âm [hay còn gọi là sách từ], và phần mềm kiểm tra chính tả qua nhiều loại phương tiện truyền thông (bao gồm sách in, đĩa CD, và nội dung trực tuyến).
Các sản phẩm chủ yếu là Dorland's Illustrated Medical Dictionary (hiện đang trong phiên bản thứ 32) và Dorland's Pocket Medical Dictionary (hiện đang trong phiên bản thứ 29). Từ điển chính đã được xuất bản lần đầu vào năm 1890 như là the American Illustrated Medical Dictionary, bao gồm 770 trang. Phiên bản bỏ túi, gọi là the American Pocket Medical Dictionary, được xuất bản lần đầu vào năm 1898, bao gồm hơn 500 trang.
Với cái chết của biên tập viên William Alexander Newman Dorland, vào năm 1956, các từ điển đã được đổi tên, kết hợp với tên của ông, mà thường được biết đến trước đó. Từ điển minh họa này đã tăng lên đến 2.208 trang trong phiên bản 31.
Các bộ từ điển này đã được xuất bản theo truyền thống bởi nhà xuất bản hàn lâm Saunders.